# Sankt Oswald bei Freistadt
Sankt Oswald bei Freistadt je městys v rakouské spolkové zemi Horní Rakousy, v okrese Freistadt.

## Vývoj počtu obyvatel
V roce 2012 zde žilo 2 771 obyvatel.
| Rok  | Obyvatelé |  | Rok  | Obyvatelé |
| ---- | --------- |  | ---- | --------- |
| 1869 | 1.922     |  | 1951 | 2.238     |
| 1880 | 1.991     |  | 1961 | 2.262     |
| 1890 | 2.089     |  | 1971 | 2.273     |
| 1900 | 2.018     |  | 1981 | 2.296     |
| 1910 | 2.028     |  | 1991 | 2.518     |
| 1923 | 2.009     |  | 2001 | 2.706     |
| 1934 | 2.045     |  | 2008 | 2.716     |
| 1939 | 2.162     |  |      |           |